# فاتنة أمريكية
فاتنة أمريكية (بالإنجليزية: American Honey)‏ هو فيلم دراما طريق  ملحمي من تأليف وإخراج أندريا أرنولد وبطولة ساشا لين، شيا لابوف وريلي كيو. صدر الفيلم في الولايات المتحدة في 30 سبتمبر 2016.

## وصلات خارجية
- فاتنة أمريكية على موقع IMDb (الإنجليزية)
- فاتنة أمريكية على موقع ميتاكريتيك (الإنجليزية)
- فاتنة أمريكية على موقع روتن توميتوز (الإنجليزية)
- فاتنة أمريكية على موقع نتفليكس (الإنجليزية)
- فاتنة أمريكية على موقع قاعدة بيانات الأفلام العربية
- فاتنة أمريكية على موقع ألو سيني (الفرنسية)
- فاتنة أمريكية على موقع Turner Classic Movies (الإنجليزية)
- فاتنة أمريكية على موقع أول موفي (الإنجليزية)
- فاتنة أمريكية على موقع بوكس أوفيس موجو (الإنجليزية)
- فاتنة أمريكية على موقع فيلمافينيتي (الإسبانية)